# Liste der Biografien/Gj
Liste der Biografien |
Portal Biografien |
Personensuche
# |
A |
B |
C |
D |
E |
F |
G |
H |
I |
J |
K |
L |
M |
N |
O |
P |
Q |
R |
S |
T |
U |
V |
W |
X |
Y |
Z |
?
 
Ga |
Gb |
Gc |
Gd |
Ge |
Gf |
Gh |
Gi |
Gj |
Gk |
Gl |
Gm |
Gn |
Go |
Gp |
Gq |
Gr |
Gs |
Gu |
Gv |
Gw |
Gy |
Gz
Die Liste der Biografien führt alle Personen auf, die in der deutschsprachigen Wikipedia einen Artikel haben. Dieses ist eine Teilliste mit 105 Einträgen von Personen, deren Namen mit den Buchstaben „Gj“ beginnt.

## Gj

### Gja
- Gjære, Siri (* 1972), norwegische Jazzmusikerin (Gesang)
- Gjærevoll, Olav (1916–1994), norwegischer Politiker (Arbeiderpartiet), Minister, Bürgermeister, Botaniker und Hochschullehrer
- Gjakonovski, Martin (* 1970), mazedonischer Jazz-Bassist
- Gjakonovski-Špato, Dragan (1931–1987), jugoslawischer Musiker
- Gjakova, Akil (* 1996), kosovarischer Judoka
- Gjakova, Nora (* 1992), kosovarische Judoka
- Gjalski, Ksaver Šandor (1854–1935), kroatischer Schriftsteller
- Gjasula, Jürgen (* 1985), deutsch-albanischer Fußballspieler
- Gjasula, Klaus (* 1989), albanisch-deutscher Fußballspieler
- Gjata, Elvana (* 1987), albanische SängerinElvana Gjata (* 1987)

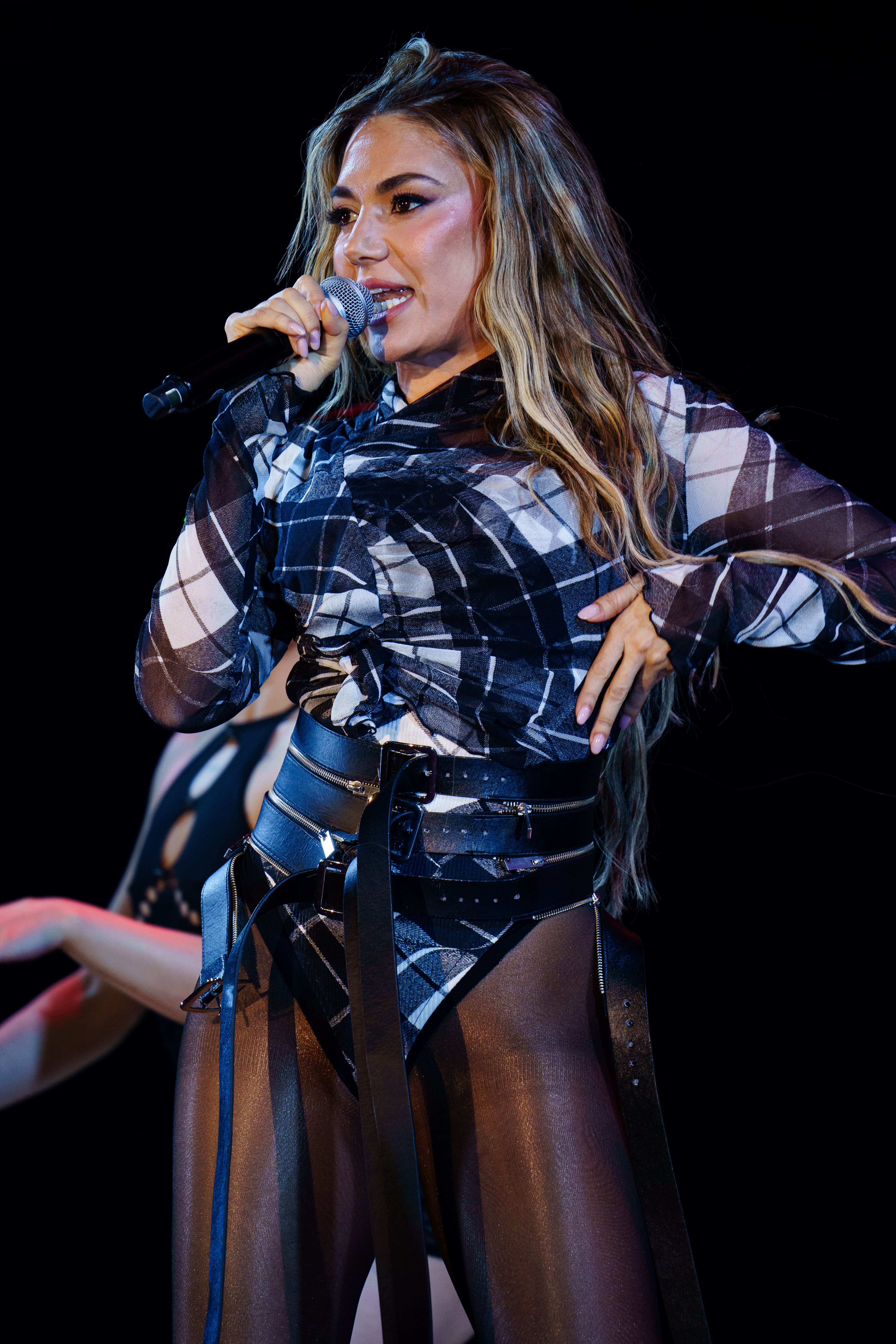
Elvana Gjata (* 1987)

- Gjaurow, Nikolaj (1929–2004), bulgarisch-österreichischer Opernsänger

### Gje
- Gjeçovi, Shtjefën (1874–1929), albanischer Autor
- Gjedde, Ove (1594–1660), dänischer Reichsadmiral
- Gjeding, Martin (* 1974), dänischer Handballschiedsrichter
- Gjedrem, Hans Martin (* 1980), norwegischer Biathlet
- Gjefsen, Marte Høie (* 1989), norwegische Freestyle-Skisportlerin
- Gjeilo, Ola (* 1978), norwegischer Pianist und KomponistOla Gjeilo (* 1978)

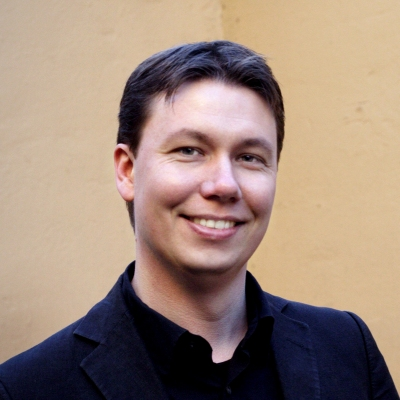
Ola Gjeilo (* 1978)

- Gjeitnes, Kari Vikhagen (* 1985), norwegische Skilangläuferin
- Gjekstad, Ole Gustav (* 1967), norwegischer Handballspieler und -trainer
- Gjeldnes, Rune (* 1971), norwegischer Abenteurer und Polarforscher
- Gjelland, Egil (* 1973), norwegischer Biathlet
- Gjellerup, Karl (1857–1919), dänischer Schriftsteller und Nobelpreisträger
- Gjellerup, Pia (* 1959), dänische Rechtsanwältin und sozialdemokratische Politikerin
- Gjellerup, Ragnhild Fabricius (1896–1958), dänische Rechtsanwältin und Richterin
- Gjeloshaj, Nik (* 1979), montenegrinischer Manager, Unternehmer und Politiker, Abgeordneter und stellvertretender Ministerpräsident
- Gjelstad, Kristian Lauvik (* 1998), norwegischer Telemarker
- Gjelsteen, Einar B. (1900–1985), US-amerikanischer Generalmajor (US Army)
- Gjelsvik, Sigbjørn (* 1974), norwegischer Politiker
- Gjelsvik, Tore (1916–2006), norwegischer Geologe
- Gjelten, Per (1927–1991), norwegischer Skilangläufer und Nordischer Kombinierer
- Gjems Selmer, Ågot (1857–1926), norwegische Schauspielerin und Schriftstellerin
- Gjengaar, Terje (* 1956), norwegischer Radrennfahrer
- Gjerdalen, Tord Asle (* 1983), norwegischer Skilangläufer
- Gjerde, Bjartmar (1931–2009), norwegischer Politiker (Arbeiderpartiet), Minister und Rundfunkintendant
- Gjerde, Ingrid Margrethe (* 1968), norwegische Offizierin
- Gjergja, Dario (* 1975), kroatisch-belgischer Basketballtrainer
- Gjergjaj, Arnold (* 1984), Schweizer Boxer
- Gjergji, Andromaqi (1928–2015), albanische Ethnologin
- Gjergji, Dodë (* 1963), kosovarischer Geistlicher und römisch-katholischer Bischof von Prizren-Pristina
- Gjergji, Matilda (* 2003), albanische Fußballspielerin
- Gjerløv-Knudsen, C. O. (1892–1980), dänischer Architekt und Autor
- Gjermeni, Eglantina (* 1968), albanische Politikerin (PS)
- Gjermundshaug, Jan Olav (* 1987), norwegischer Biathlet
- Gjermundshaug, Ottar (1925–1963), norwegischer Skisportler
- Gjermundshaug, Vegard (* 1992), norwegischer Biathlet
- Gjerskov, Mette (1966–2023), dänische Politikerin (Socialdemokraterne), Mitglied des Folketing und Ministerin
- Gjerstad, Einar (1897–1988), schwedischer Archäologe und Althistoriker
- Gjerstad, Frode (* 1948), norwegischer Jazzklarinettist und Saxophonist
- Gjersvik, Ole Amund (* 1963), norwegischer Jazz-Bassist
- Gjertsen, Astrid (1928–2020), norwegische Politikerin (Høyre), Mitglied des Storting
- Gjertsen, Doug (* 1967), US-amerikanischer Schwimmer
- Gjertsen, Lasse (* 1984), norwegischer Animator und Musiker
- Gjesbakk, Fredrik (* 1992), norwegischer Biathlet
- Gjessing, Kristian (* 1978), dänischer Handballspieler
- Gjesteby, Kari (* 1947), norwegische Politikerin
- Gjestvang, Alv (1937–2016), norwegischer Eisschnellläufer
- Gjesvold, Morten (* 1986), norwegischer Skispringer
- Gjevang, Anne (* 1948), norwegische Opernsängerin (Alt)

### Gji
- Gjiknuri, Damian (* 1972), albanischer Politiker (PS)
- Gjilani, Idriz (1901–1949), albanischer Prediger und Patriot
- Gjin Bua Shpata († 1399), albanischer Fürst in Ätolien-Akarnanien und Epirus, Despot unter Zar Simeon Uroš Palaiologos
- Gjin I. Muzaka (1337–1389), albanischer Teilfürst und Sebastokrator
- Gjin II. Muzaka († 1455), albanischer Fürst
- Gjin III. Muzaka, albanischer Fürst und letzter Despot von Epirus
- Gjin Zenevisi († 1418), albanischer Magnat und Heerführer im nördlichen Epirus
- Gjini, Frano (1886–1948), albanischer Geistlicher und römisch-katholischer Bischof von Lezha
- Gjini, Luçije (* 1994), albanische Fußballspielerin
- Gjinushi, Skënder (* 1949), albanischer Politiker

### Gjo
- Gjokaj, Enver (* 1980), US-amerikanischer SchauspielerEnver Gjokaj (* 1980)

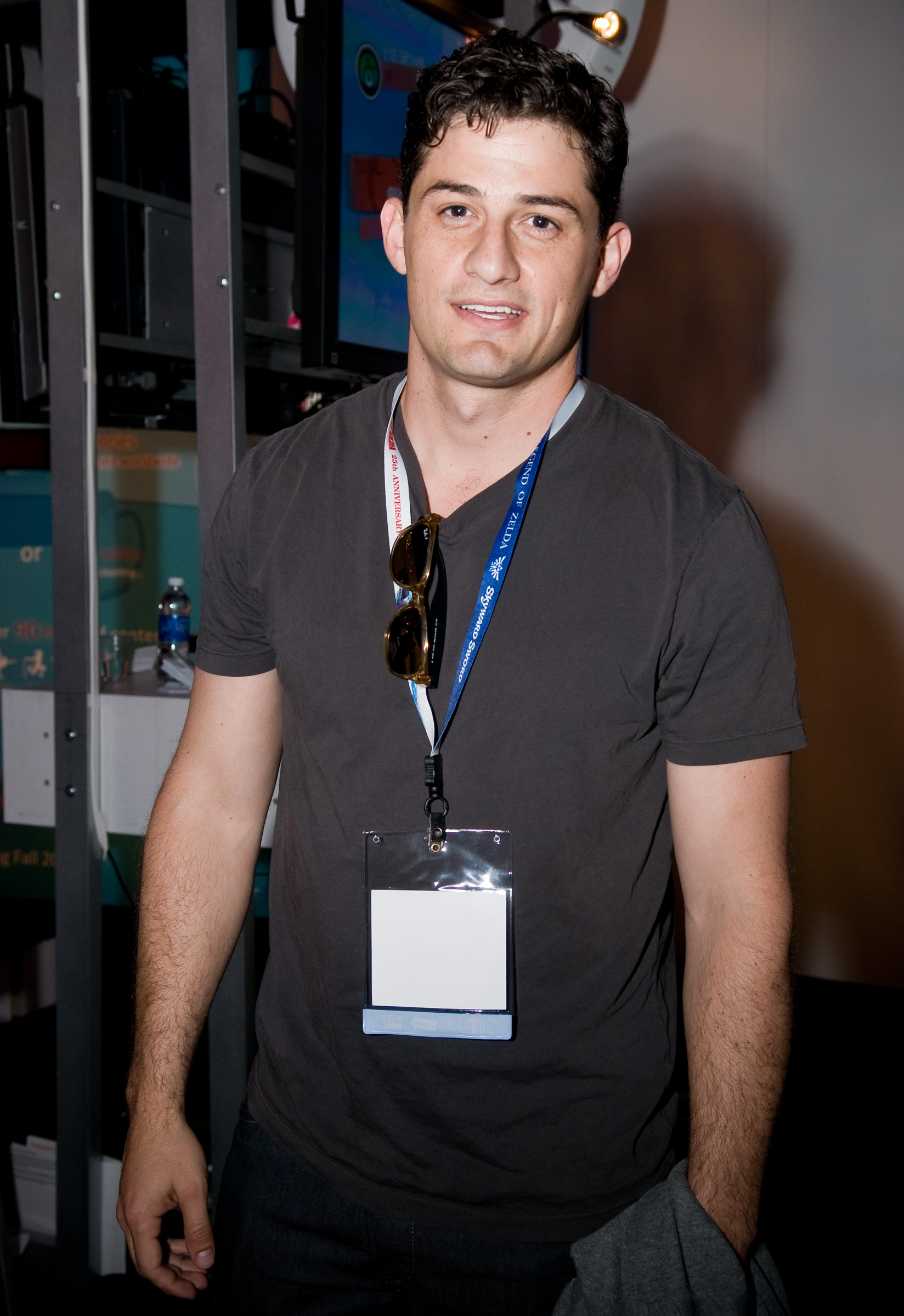
Enver Gjokaj (* 1980)

- Gjølberg, Adrian (* 1989), norwegischer Radrennfahrer und Sportlicher Leiter
- Gjoleka, Zenel († 1852), albanischer Widerstandskämpfer
- Gjømle, Ella (* 1979), norwegische Skilangläuferin
- Gjonaj, Etilda (* 1981), albanische Politikerin (PS)
- Gjoni, Ilir (* 1962), albanischer ehemaliger Politiker und Diplomat
- Gjoni, Marka (1861–1925), albanischer Stammesführer
- Gjoni, Xhelil (* 1936), albanischer kommunistischer Politiker
- Gjonlleshaj, Rrok (* 1961), kosovo-albanischer Geistlicher und römisch-katholischer Erzbischof von Bar
- Gjønnes, Jon (1931–2021), norwegischer Physiker
- Gjønnes, Kåre (1942–2021), norwegischer Politiker
- Gjon’s Tears (* 1998), Schweizer SängerGjon’s Tears (* 1998)

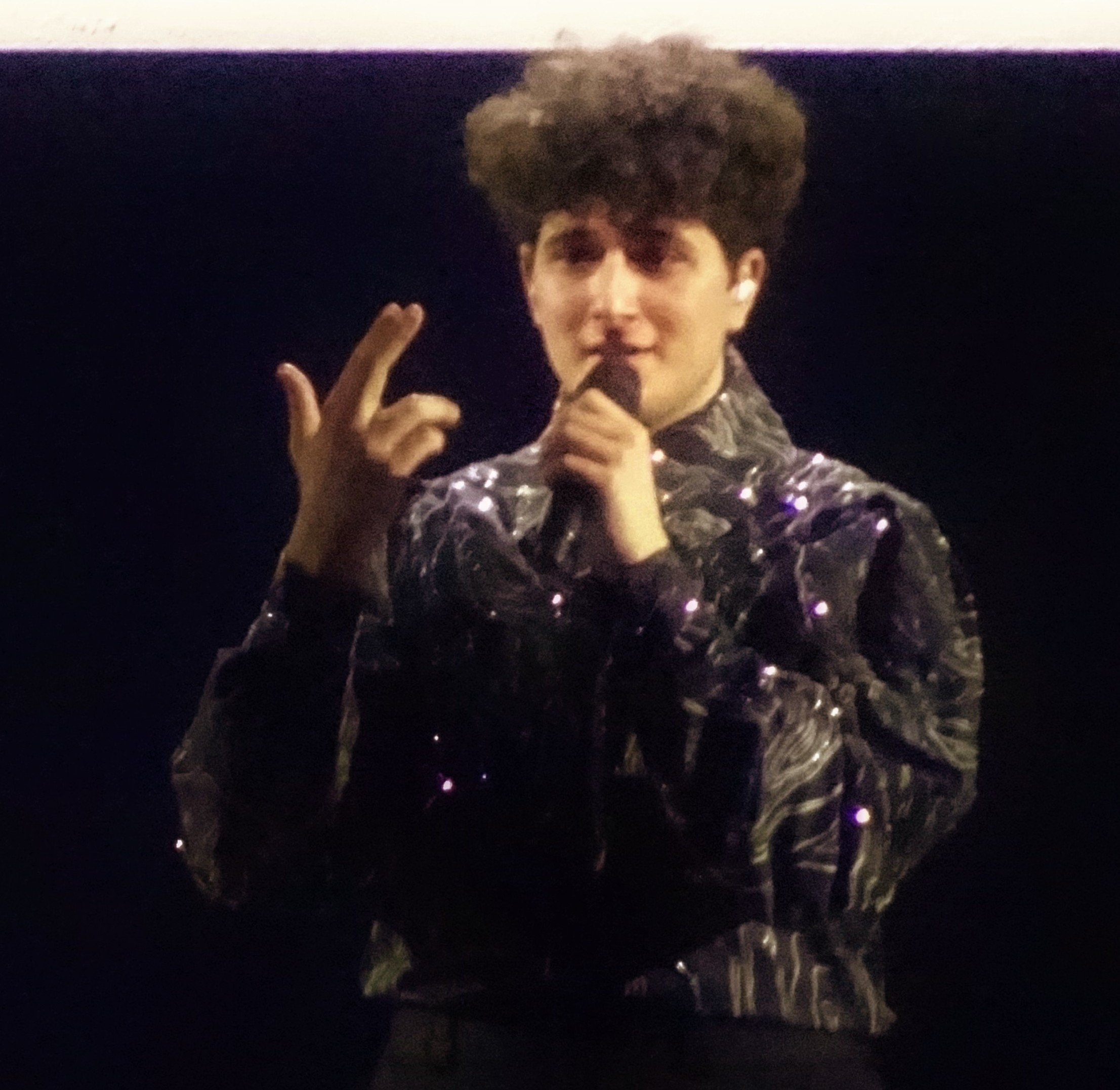
Gjon’s Tears (* 1998)

- Gjorcheska, Lina (* 1994), nordmazedonische Tennisspielerin
- Gjorgiev, Igor (* 2000), nordmazedonischer Handballspieler
- Gjorgiev, Nikola (* 1988), nordmazedonischer Volleyballspieler
- Gjorgjev, Nikola (* 1997), mazedonischer Fußballspieler
- Gjørv, Inger Lise (1938–2009), norwegische Politikerin
- Gjørven, Jarle Midthjell (* 1993), norwegischer Biathlet
- Gjörwell, Carl Christoffer (1766–1837), schwedischer Architekt
- Gjoševski, Nikola (* 1979), mazedonischer Fußballspieler
- Gjosha, Klajda (* 1983), albanische Politikerin (LSI)
- Gjøslien, Oscar (1909–1995), norwegischer Skilangläufer

### Gju
- Gjuderow, Boris (1927–2001), bulgarischer Volleyballspieler
- Gjulumjan, Alwina (* 1956), armenische Richterin
- Gjumow, Latschesar (* 1986), bulgarischer Eishockeyspieler
- Gjurčinovski, Vasko (* 1970), nordmazedonischer General, ehemaliger Oberbefehlshaber der Streitkräfte Nordmazedoniens
- Gjurdschjan, Hakob (1881–1948), russisch-sowjetisch-französischer Bildhauer
- Gjurdschjan, Liana (* 2002), armenische Gewichtheberin
- Gjurovski, Boško (* 1961), mazedonischer Fußballspieler
- Gjurovski, Mario (* 1985), mazedonischer Fußballspieler und -trainer
- Gjurow, Jordan (* 1999), bulgarischer Sprinter
- Gjurow, Martin (* 1975), bulgarischer Eishockeyspieler
- Gjurow, Spas (* 1986), bulgarischer Straßenradrennfahrer
- Gjurowa, Ginka (* 1954), bulgarische Ruderin
- Gjurup, Rosita Nellie Holse (* 2008), dänische Schauspielerin
- Gjuselew, Wassil (* 1936), bulgarischer Historiker
- Gjusselew, Nikola (1936–2014), bulgarischer Opernsänger (Bass)